# RS-841
Pour les articles homonymes, voir Route 841.
La RS-841 est une route locale du Centre-Est de l'État du Rio Grande do Sul qui relie la RS-129, sur le territoire de la municipalité de Roca Sales, au district Vila Júlio de Castilhos de la même commune. Elle est longue de 7,920 km.